# Inconformidade de gênero na infância

Bandeira do orgulho gênero-criativo

A inconformidade ou não-conformidade de gênero na infância, também chamada de criatividade de gênero, é um fenômeno no qual as crianças pré-púberes não se conformam aos padrões sociológicos ou psicológicos relacionados de gênero, ou se identificam com o sexo/gênero oposto. O comportamento típico entre aqueles que exibem o fenômeno inclui, mas não se limita a, uma propensão para travestir, recusa em participar de atividades convencionalmente consideradas adequadas para o gênero e a escolha exclusiva de colegas do sexo oposto.
Vários estudos correlacionaram a não-conformidade de gênero na infância com a eventual homossexualidade; nesses estudos, a maioria dos que se identificam como gays ou lésbicas se autodenominam criativas ou não-conformes de gênero quando crianças. A comunidade terapêutica está atualmente dividida quanto à resposta adequada à não conformidade de gênero infantil. Um estudo sugeriu que a não conformidade de gênero na infância é hereditária.

## Manifestações
A não conformidade de gênero em crianças pode ter muitas formas, refletindo várias maneiras pelas quais uma criança se relaciona com seu gênero. Na literatura, variação de gênero e atipicidade de gênero são usados como sinônimos de não conformidade de gênero.
- Preferências de roupas e aparência entre gêneros;
- Brincar com brinquedos geralmente associados ao sexo oposto;[5]
- Preferência por companheiros de sexo oposto;
- Identificação com personagens do sexo oposto em histórias, desenhos animados ou filmes;
- Afirmação do desejo de ser membro do sexo oposto;
- Forte afirmação verbal de uma identidade de gênero cruzado.

## Teorias sociais e de desenvolvimento de gênero
O conceito de não conformidade de gênero na infância pressupõe que existe uma maneira correta de ser menina ou menino. Há várias perspectivas sociais e de desenvolvimento que exploram como as crianças passam a se identificar com um gênero específico e se envolvem em atividades associadas a esse papel de gênero.
As teorias psicanalíticas de gênero enfatizam que as crianças começam a se identificar com os seus responsáveis e que as meninas tendem a se identificar com suas mães e os meninos com seus pais. A identificação costuma estar associada à percepção da criança de que não compartilham os mesmos órgãos genitais com ambos os pais. De acordo com as teorias de Freud, essa descoberta leva à inveja do pênis nas meninas e à ansiedade de castração nos meninos. Embora não haja muitas evidências empíricas para apoiar Freud, suas teorias geraram novas conversas em torno da sexualidade e do gênero. 
A teoria da aprendizagem social enfatiza as recompensas e punições que as crianças recebem por comportamentos sexuais apropriados ou inadequados. Uma das críticas à teoria da aprendizagem social é que ela assume que as crianças são passivos, ao invés de participantes ativos em seu ambiente social.
A teoria do desenvolvimento cognitivo argumenta que as crianças são ativas na definição de gênero e comportam-se de maneiras que refletem suas percepções dos papéis de gênero. As crianças estão em busca de regularidades e consistências em seu ambiente, e a busca por consistência cognitiva motiva as crianças a se comportarem de maneiras que sejam congruentes com as construções sociais de gênero.
A teoria do esquema de gênero é um modelo híbrido que combina aprendizagem social e teorias de desenvolvimento cognitivo. Daryl J. Bem argumenta que as crianças têm uma prontidão cognitiva para aprender sobre si mesmas e seu entorno. Eles constroem esquemas para ajudá-los a navegar em seu mundo social, e esses esquemas formam uma rede maior de associações e crenças sobre gênero e papéis de gênero.

## Influências de andrógenos

### Estudos de preferência de brinquedos

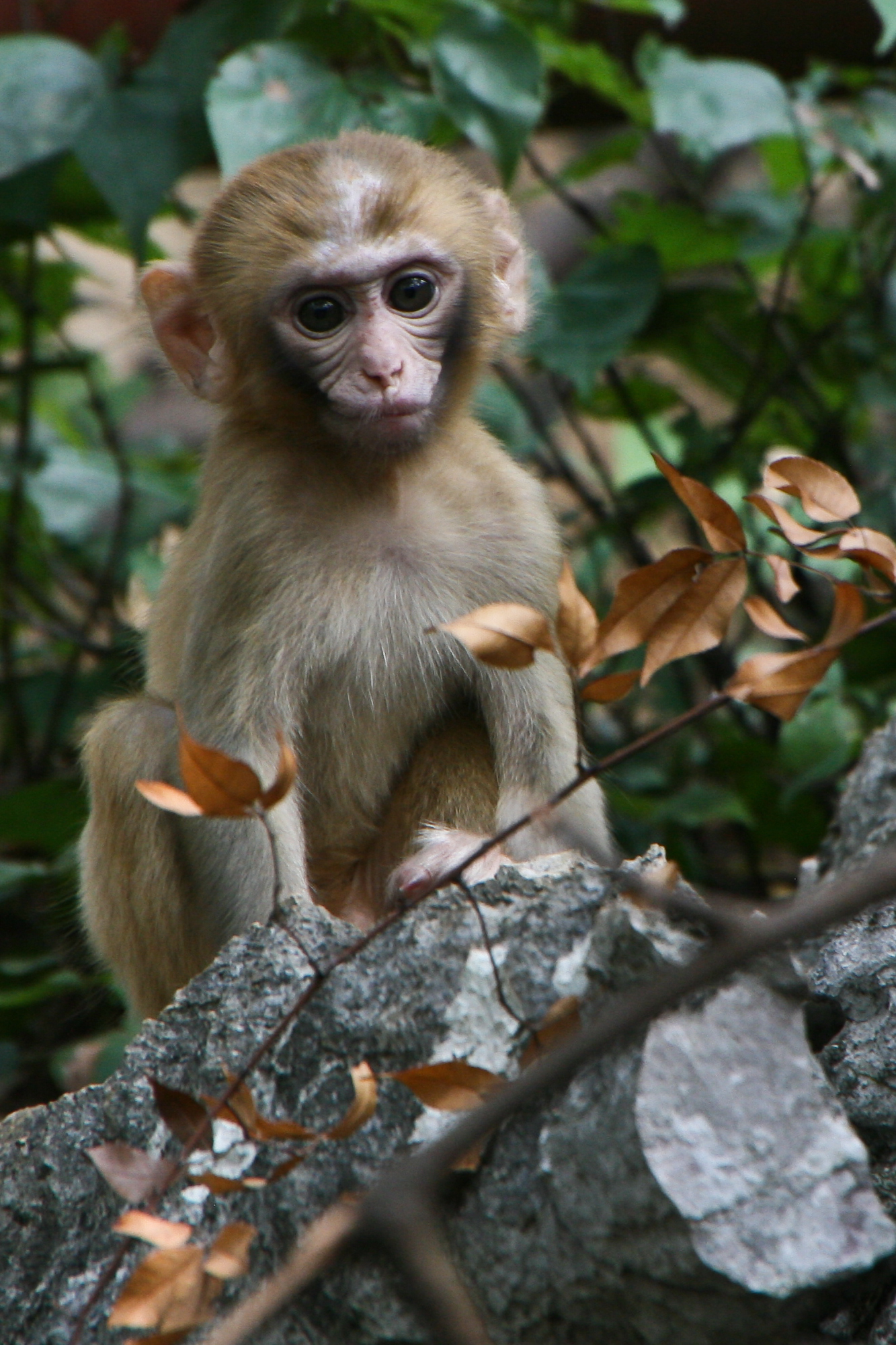
Estudos com macacos rhesus jovens sugerem que algumas preferências típicas de gênero podem não ser causadas apenas pela socialização humana.

Os brinquedos para meninas tendem a ser redondos e cor-de-rosa, enquanto os brinquedos para meninos tendem a ser angulosos e azuis. As características sutis dos brinquedos podem ter um apelo diferencial para os cérebros em desenvolvimento de crianças do sexo feminino e masculino. Em um estudo sobre as preferências de brinquedos de bebês de 12 a 24 meses, os homens passam mais tempo olhando para os carros do que as mulheres, e as mulheres passam mais tempo olhando para as bonecas do que os homens. Nenhuma preferência por cor foi encontrada e, dentro de cada sexo, meninos e meninas preferiam bonecas a carros aos 12 meses. Um estudo com crianças em idade pré-escolar descobriu que a rotulagem cultural dos brinquedos como "adequados ao gênero" afetava as preferências dos brinquedos. Em contraste parcial com essa visão, certos estudos com animais deram suporte para preferências de brinquedos de gênero determinadas biologicamente. Em um estudo com macacos rhesus juvenis, quando dada a opção entre brinquedos de pelúcia ou com rodas, as macacas gravitaram em torno de ambos os brinquedos, enquanto os macacos machos preferiram os brinquedos com rodas. Essas descobertas sugerem que as preferências de gênero por brinquedos podem ocorrer sem os complexos processos de socialização que encontramos nos humanos. As macacas rhesus fêmeas também tendem a se envolver em atividades lúdicas mais estimulantes, enquanto os machos tendem a se envolver em brincadeiras mais violentas. No entanto, o coautor do estudo alertou sobre a interpretação exagerada dos resultados, afirmando "As categorias de pelúcia e rodas serviram como substitutos para feminino e masculino, mas outras características do brinquedo, como tamanho ou cor, podem explicar o comportamento do homem, ou do homem macacos podem procurar brinquedos mais ativos fisicamente."
Meninas com hiperplasia adrenal congênita (HAC) têm concentrações de testosterona no sangue atipicamente altas. Em estudos de preferência por brinquedos, essas meninas demonstram maior interesse por brinquedos típicos do sexo masculino, como caminhões e bolas. No geral, seus hábitos e preferências de brincadeira se assemelhavam mais às brincadeiras típicas dos homens do que às brincadeiras típicas das mulheres. Mesmo com crianças expostas a uma gama normal de andrógenos pré-natais, o aumento da testosterona foi associado a uma maior preferência por brinquedos típicos do sexo masculino, e a diminuição da testosterona pré-natal foi associada a um maior interesse pelos brinquedos típicos do sexo feminino.
No geral, o grau de exposição ao andrógeno durante o desenvolvimento pré-natal e pós-natal pode inclinar homens e mulheres para processos cognitivos específicos, que são reforçados por meio de processos de socialização . O interesse masculino por bolas e brinquedos de rodas pode estar relacionado à preferência dos cérebros androgenizados por objetos que se movem pelo espaço. Os níveis mais altos de andrógenos no cérebro masculino em desenvolvimento podem provocar maior atração por carros e bolas, enquanto os níveis mais baixos de andrógenos provocam uma preferência por bonecas e atividades nutritivas no cérebro feminino.
A Dra. Cordelia Fine critica os estudos de preferência por brinquedos em primatas não humanos. Ela explica a disparidade entre as pesquisas e a rotulagem de brinquedos, com o estudo do macaco rhesus considerando os animais empalhados como inerentemente femininos, enquanto um estudo com macacos vervet mostra os machos exibindo uma preferência por cachorros empalhados. Além disso, os efeitos do tratamento hormonal são considerados inconclusivos e os efeitos significativos de longo prazo em macacos rhesus são inexistentes, com mulheres pré-natais tratadas não apresentando aumento na agressão e ainda adotando papéis sociais "femininos" na idade adulta.
Sobre o assunto da hiperplasia adrenal congênita, Fine apresenta o argumento da correlação sendo confundida com causalidade; As mulheres com HAC têm interesse em atividades tipicamente masculinas devido ao fato de possuírem uma qualidade inata ou isso é resultado de sua associação com meninos e homens como gênero? Se um valor visual e espacial é considerado um elemento preeminente em brinquedos tipicamente masculinos (como caminhões), as mulheres com HAC e os homens nos estudos devem, consequentemente, mostrar um interesse muito maior por brinquedos neutros, como quebra-cabeças e blocos de desenho (em oposição aos não Mulheres CAH), algo que eles não fazem.

### Preferências de companheiro e estilo de jogo
A preferência das crianças por companheiros do mesmo sexo é uma descoberta robusta que foi observada em muitas culturas humanas e em várias espécies animais. A preferência por companheiros do mesmo sexo está pelo menos parcialmente ligada aos processos de socialização, mas as crianças também podem gravitar em torno de colegas com estilos de brincadeira semelhantes. As meninas geralmente se envolvem em comportamentos mais carinhosos e maternal, enquanto os meninos mostram mais exemplos de brincadeiras violentas. Durante grande parte da história humana, as pessoas viveram em pequenas sociedades de caçadores-coletores. Com o tempo, as forças evolutivas podem ter sido selecionadas para atividades lúdicas infantis relacionadas às habilidades de sobrevivência dos adultos.
No entanto, não é incomum que meninas e meninos prefiram companheiros do sexo oposto e se envolvam em estilos de brincadeira atípicos de gênero. Assim como acontece com as preferências de brinquedos, os andrógenos podem estar envolvidos nas preferências de companheiros e estilos de brincadeiras. Meninas com hiperplasia adrenal congênita (HAC) geralmente se envolvem em brincadeiras mais violentas. Hines e Kaufman (1994) descobriram que 50% das meninas com HAC relataram uma preferência por meninos como companheiros, enquanto menos de 10% de suas irmãs não HAC preferiam meninos como companheiros. Outro estudo descobriu que as meninas com HAC ainda preferem companheiros do mesmo sexo, mas seus estilos de brincadeira atípicos resultaram em que gastassem mais tempo sozinhas em suas atividades preferidas. Meninas com HAC têm maior probabilidade de ter genitália masculinizada, e foi sugerido que isso poderia levar os pais a tratá-las mais como meninos; no entanto, essa afirmação não é comprovada pelos relatórios dos pais.

### Traços adultos
Existem vários estudos correlacionando a não conformidade de gênero na infância (CGN) e a orientação sexual ; no entanto, a relação entre CGN e traços de personalidade na idade adulta tem sido amplamente esquecida. Lippa mediu CGN, preferências ocupacionais relacionadas ao gênero, masculinidade auto-atribuída - feminilidade e ansiedade em mulheres e homens heterossexuais e homossexuais por meio de medidas de autorrelato. Os homens gays mostraram uma tendência para autoconceitos mais femininos do que os homens heterossexuais. Da mesma forma, as mulheres lésbicas relataram "maior masculinidade auto-atribuída, mais preferências ocupacionais masculinas e mais CGN do que as mulheres heterossexuais." O estudo de Lippa encontrou correlações mais fortes em CGN e traços de personalidade adulta em homens do que em mulheres. No geral, o estudo de Lippa sugere que os comportamentos não conformes de gênero são relativamente estáveis ao longo da vida de uma pessoa.
Uma das vantagens do estudo de Lippa é o tamanho da amostra relativamente alto de 950 participantes, que foi diversificado tanto em termos de representações de orientação sexual quanto de etnia . Embora possa haver uma tendência de querer generalizar essas descobertas para todos os homens e mulheres heterossexuais e homossexuais, é necessária a consciência de que uma tendência para certos comportamentos não significa que eles sejam um grupo monolítico; para alguns indivíduos, a orientação sexual pode ser a única coisa que eles têm em comum.

### Medidas de ansiedade
A CGN está associada a níveis mais elevados de sofrimento psicológico em homens gays do que em mulheres lésbicas. As descobertas foram estendidas a homens e mulheres heterossexuais, onde "CGN [foi] associado a sofrimento psicológico em homens heterossexuais, mas não em mulheres heterossexuais." Com efeito, "a CGN impacta mais negativamente os homens do que as mulheres, independentemente da orientação sexual." O padrão de resultados pode ser derivado da maior aceitação da sociedade de comportamentos tipicamente masculinos nas meninas e do desencorajamento de comportamentos tipicamente femininos nos meninos.

## Orientação sexual
Muitas pesquisas foram realizadas sobre a relação entre CGN e orientação sexual. Os homens gays frequentemente relatam ser meninos do sexo feminino, e as mulheres lésbicas frequentemente relatam ser meninas do sexo masculino. Nos homens, o CGN é um forte preditor da orientação sexual na idade adulta, mas essa relação não é tão bem compreendida nas mulheres. Mulheres com HAC relataram mais comportamentos lúdicos típicos masculinos e mostraram menos interesse heterossexual.
O efeito da ordem de nascimento fraterno é um fenômeno bem documentado que prevê que as chances de um homem ser homossexual aumentam 33-48% com cada irmão mais velho que o homem tem. A pesquisa mostrou que a mãe desenvolve uma resposta imunológica devido à incompatibilidade de fator sanguíneo com fetos masculinos. Com cada feto masculino, o sistema imunológico da mãe responde mais fortemente ao que considera uma ameaça. A resposta imunológica da mãe pode interromper os hormônios pré-natais típicos, como a testosterona, que têm sido implicados na não conformidade do gênero na infância e na orientação sexual adulta.
Bem propôs uma teoria sobre a relação entre a inconformidade de gênero na infância, que ele denomina de "exótico tornar-se erótico" (EBE). Bem argumenta que fatores biológicos, como hormônios pré-natais, genes e neuroanatomia, predispõem as crianças a se comportarem de maneiras que não estão de acordo com o sexo atribuído no nascimento. Crianças que não se conformam com o gênero geralmente preferem brincadeiras e atividades do sexo oposto. Estes se alienam de seu grupo de pares do mesmo sexo. À medida que as crianças entram na adolescência, "o exótico se torna erótico", onde pares diferentes e desconhecidos do mesmo sexo produzem excitação, e a excitação geral torna-se erotizada com o tempo.  Críticas à teoria de Bem na revista Psychological Review concluíram que "estudos citados por Bem e pesquisas adicionais mostram que a teoria de Exotic Becomes Erotic não é apoiada por evidências científicas." Bem foi criticado por se basear em uma amostra não aleatória de gays da década de 1970 e por tirar conclusões que parecem contradizer os dados originais. Um "exame dos dados originais mostrou que praticamente todos os entrevistados estavam familiarizados com crianças de ambos os sexos", e que apenas 9% dos homens gays disseram que "nenhum ou apenas alguns" de seus amigos eram do sexo masculino, e a maioria dos homens gays (74% ) relataram ter "um amigo especialmente próximo do mesmo sexo" durante o ensino fundamental. Também é notado que "71% dos homens gays relataram se sentir diferentes dos outros meninos, mas o mesmo aconteceu com 38% dos homens heterossexuais. A diferença para homens gays é maior, mas ainda indica que se sentir diferente de seus pares do mesmo sexo era comum para homens heterossexuais. " Bem também reconheceu que os homens gays eram mais propensos a ter irmãos mais velhos (o efeito da ordem de nascimento fraternal ), o que parecia contradizer a falta de familiaridade com os homens. Bem citou estudos transculturais que também "parecem contradizer a afirmação da teoria EBE", como a tribo Sambia em Papua-Nova Guiné, que impunha ritualmente atos homossexuais entre adolescentes, mas uma vez que esses meninos atingiram a idade adulta, apenas uma pequena proporção dos homens continuou envolver-se em comportamento homossexual - semelhante aos níveis observados nos Estados Unidos. Além disso, a teoria de Bem é criticada por deturpar experiências comuns de lésbicas.
Em 2003, Lorene Gottschalk, uma feminista radical autodescrita, sugeriu que pode haver um viés de reportagem ligando a não-conformidade de gênero à homossexualidade. Os pesquisadores exploraram a possibilidade de preconceito comparando vídeos caseiros de infância com autorrelatos de não-conformidade de gênero, descobrindo que a presença de não-conformidade de gênero era altamente consistente com o autorrelato, surgindo cedo e continuando até a idade adulta.

## Disforia de gênero
Crianças com disforia de gênero, também conhecido como transtorno de identidade de gênero (TIG), exibem os padrões típicos de comportamento não conformes ao gênero, como preferência por brinquedos, companheiros de brincadeira, roupas e estilos de brincadeira tipicamente associados ao sexo oposto. Crianças com TIG às vezes demonstram repulsa em relação aos próprios órgãos genitais ou alterações que ocorrem na puberdade (por exemplo, pelos faciais ou menstruação). Um diagnóstico de IDG em crianças requer evidências de desconforto, confusão ou aversão aos papéis de gênero associados ao sexo genético da criança. As crianças não precisam necessariamente expressar o desejo de ser do sexo oposto, mas isso ainda é levado em consideração no diagnóstico .
Alguns defensores argumentaram que um diagnóstico DSM-IV legitima as experiências dessas crianças, tornando mais fácil contornar um distúrbio clinicamente definido, a fim de aumentar a conscientização pública e angariar fundos para pesquisas e terapias futuras. O diagnóstico de transtorno de identidade de gênero em crianças permanece controverso, pois muitos argumentam que o rótulo patologiza comportamentos e cognições que se enquadram na variação normal dentro do gênero. O estigma associado aos transtornos mentais pode fazer mais mal do que bem. O DSM-5 renomeou a condição disforia de gênero para evitar esse estigma.

## Reações parentais
Os pais com filhos que não se adaptam ao gênero podem não saber a quem recorrer para expressar seus sentimentos. Muitos pais aceitam o comportamento de seus filhos, mas estão mais preocupados com o bem-estar geral da criança. Em alguns casos, as famílias não aceitam a não conformidade de seus filhos, normalmente atacando com punições baseadas na homofobia e no sexismo. Independentemente da postura que um pai decida assumir em relação à não conformidade de gênero, isso afetará a criança e o relacionamento da criança com a família.
A transfobia pode ocorrer quando crianças não conformes de gênero encontram outras que não entendem ou não aceitam o que estão passando. Dra. Diane Ehrensaft afirma que, "Transfobia é a ansiedade, preconceito, calúnia, agressão e ódio lançados sobre indivíduos que não aceitam o gênero atribuído a eles no nascimento, mas em vez disso brincam fora dessa definição de si ou talvez quaisquer categorizações binárias de gênero, possivelmente a ponto de alterar seu corpo." A transfobia pode se tornar um conflito sério dentro da família e pode prejudicar o relacionamento da criança com sua família.
Os pais que reconhecem que têm filhos não conformes ao gênero, gênero-criativos, às vezes experimentam um sentimento de perda, choque, negação, raiva e desespero. Esses sentimentos geralmente diminuem à medida que os pais aprendem mais sobre a inconformidade de gênero. No entanto, há famílias que não aceitam a não conformidade de gênero e a correlacionam a problemas psicológicos ou sociais. O casamento licenciado e o terapeuta familiar Jean Malpas afirma: "Alguns reagem muito negativamente e a inconformidade de gênero pode se tornar uma fonte significativa de conflito entre os pais e uma fonte prejudicial de desconexão entre pais e filhos".
A Dra. Diane Ehrensaft cita que existem três tipos de família que podem afetar o resultado da não conformidade de gênero de uma criança: transformadores, transfóbicos e transportadores. Transformadores: Transformadores são pais que se sentem confortáveis em apoiar seus filhos em sua jornada de variação de gênero e podem facilmente identificar seus filhos como uma pessoa separada. Ehrensaft declara: "Esses pais terão uma boa chance de superar quaisquer reações transfóbicas que possam residir neles para evoluir para pais que conhecem seus filhos onde ele ou ela está e se tornam defensores de seus filhos não conformes ao gênero no mundo exterior."  Transfóbicos: os pais transfóbicos não se sentem confortáveis com seu próprio gênero e podem não entender que o gênero é fluido. Os pais transfóbicos podem sentir que seu filho é uma extensão de si mesmos e reagir negativamente quando seu filho se depara com sua própria adversidade. Ehrensaft acredita que esses pais negam seu filho com um excesso de negatividade e "reatividade" transfóbica, o que não permite que a criança fique em não conformidade e mina o amor que os pais afirmam ter pela criança. Transportadores: os transportadores são pais que parecem aceitar completamente a não conformidade de gênero de seus filhos, mas internamente têm dúvidas sobre se é ou não uma conformidade autêntica. Os pais transportadores podem dizer coisas como: "É apenas uma fase" ou "ele/ela vai superar isso".

## Reações dos pares
Quando as crianças atingem a idade escolar, as meninas consideradas "molecas" e os meninos considerados mais "sensíveis" do que seus pares típicos de gênero têm maior probabilidade de enfrentar desafios durante a infância do que seus colegas típicos de gênero. É possível que sua inconformidade passe despercebida, no entanto, é mais provável que sejam vítimas de bullying e assédio quando atingirem a idade escolar. Em um estudo com adolescentes de 15 anos com gênero atípico, os homens atípicos se auto-relataram serem mais solitários, mais intimidados, menos propensos a ter amigos do sexo masculino e estar em "maior sofrimento" do que os homens típicos de gênero na mesma faixa demográfica.

## Necessidades de crianças e famílias em desacordo com o gênero
Ainda há controvérsia a respeito da melhor abordagem para crianças não-conformes de gênero, mas à medida que a não-conformidade de gênero se torna mais amplamente aceita, muitos pais e profissionais identificaram coisas que as variantes de gênero ou crianças não-conformes de gênero precisam se ajustar facilmente à sua transformação. Os pais sugeriram que seus filhos precisam ser capazes de discutir livremente sua não conformidade de gênero com seus pais, de serem amados durante sua transformação e de poderem fazer escolhas em relação a seu gênero por conta própria. Eles também sugeriram uma equipe de apoio de pares e aconselhamento de apoio, além do apoio da escola e dos administradores e autoridades das escolas.
Os pais devem estar cientes da necessidade da criança de expressões parentais de aceitação e validação. Se não for validado, uma criança pode começar a compartilhar menos com seus pais e mais com amigos, isso pode fazer com que os pais pensem que a não conformidade de gênero foi apenas uma breve fase.
A revelação também é muito importante para uma família ao criar uma criança que não esteja em conformidade com o gênero. Os pais precisam considerar com quem falar sobre seus filhos e que tipo de informação eles decidem compartilhar. Outros membros da família também devem estar preparados para tomar decisões sobre o que dizer e a quem dizer.
Com relação às suas próprias necessidades, os pais sugeriram que precisam de informações sobre as crianças não-conformes de gênero que possam ajudar melhor a eles e a seus filhos na transição. Além disso, os pais declararam que precisam de mais educação sobre as crianças não-conformes de gênero e do apoio de amigos e familiares próximos para ajudar a construir a confiança dos pais. Os pais também sugeriram que precisam de aconselhamento para ajudar a fornecer orientação, apoio de profissionais médicos e colegas, e acesso a pessoas trans para ajudar a fornecer-lhes uma imagem positiva das comunidades trans.
Um artigo de 2018 no The Sunday Times, do jornalista Andrew Gilligan, relatou críticas aos grupos trans pelo grande aumento no número de encaminhamentos de crianças para o serviço especializado do Serviço Nacional de Saúde do Reino Unido que lida com crianças trans.

## Tratamentos clínicos para disforia de gênero
É importante que os médicos identifiquem as crianças cuja disforia de gênero persistirá na adolescência e aquelas que superaram seu transtorno de identidade de gênero (GID) ou diagnóstico de disforia de gênero. Nos casos em que a angústia e o desconforto da criança continuam, os médicos às vezes prescrevem o hormônio liberador de gonadotrofina (GnRH) para retardar a puberdade. A identificação de casos estáveis e persistentes de DGI pode reduzir o número de cirurgias e intervenções hormonais que os indivíduos realizam na adolescência e na idade adulta. Os transtornos de identidade de gênero persistem até a adolescência em cerca de 27% das crianças com diagnósticos de TIG.
O diagnóstico e o tratamento da TIG em crianças podem ser angustiantes para os pais, o que pode exacerbar ainda mais a angústia de seus filhos. Os pais têm dificuldade em aceitar o desejo de seus filhos de ser do sexo oposto e são resistentes a crianças que desejam alterar seus corpos.

### Profissionais de apoio
Alguns profissionais, incluindo o Dr. Edgardo J. Menvielle do Children's National Medical Center, que se especializou nesta área em sua prática clínica, acreditam que a resposta adequada ao comportamento variante de gênero é uma terapia de suporte destinada a ajudar a criança a lidar com quaisquer problemas sociais que possam surgir devido à homofobia / transfobia. Esses profissionais acreditam que as tentativas de alterar esses comportamentos, e / ou qualquer mecanismo responsável por sua expressão, geralmente são ineficazes e fazem mais mal do que bem. Embora não defenda universalmente o que os defensores dos transgêneros infantis chamam de transição social completa, o modelo CNMC geralmente apóia permitir que uma criança expresse interesses de gênero cruzado em casa de uma maneira apropriada para a idade. Outros profissionais associados a um modelo de apoio incluem o Dr. Norman Spack do Children's Hospital Boston, Catherine Tuerk, Herbert Schreier, (Children's Hospital Oakland) e Ellen C. Perrin do Center for Children with Special Needs (CCSN) da TUFTS . Rosenburg (2002) recomenda uma abordagem centrada nos pais que os ajuda a aprender a aceitar e apoiar a identidade de seus filhos e ajudá-los a trabalhar com as questões que envolvem a identidade, sem tentar eliminar comportamentos variantes de gênero.

### Terapia de modificação de comportamento
Outros profissionais, representada pelo Dr. Kenneth Zucker, o Chefe da Identidade de Gênero de Serviço, Criança, Juventude, Família e Programa e o Psicólogo-Chefe do Centro para Vício e Saúde Mental de Toronto, acredito na modificação do comportamento para minimizar a infância disforia de gênero. Zucker pergunta retórica questão de saber se seria ético para tratar de um Africano-Americano da criança, que pretende identificar como Branca, com cirurgias cosméticas para facilitar esta identidade, apesar de seus críticos apontam que a identidade de gênero é completamente não-análogo a identidade étnica. Ele também tem sido criticado por declarações sugerindo que as crianças com nonnormative de gênero pode ser autista e hyperfocusing no sexo.
Não existe um conjunto universal de intervenções comportamentais destinadas a reduzir o estresse em crianças com GID. Zucker (2000) afirma que a disforia de gênero na infância é causada pela "tolerância ou incentivo ao comportamento do gênero oposto ou pela criação intencional de filhos andróginos". Ele informa que os tratamentos comportamentais devem ter como objetivo desencorajar comportamentos variantes de gênero que foram inadvertidamente reforçados no passado. 